# (2599) Veselí
(2599) Veselí es un asteroide perteneciente al cinturón de asteroides, descubierto el 29 de septiembre de 1980 por Zdeňka Vávrová desde el Observatorio Kleť, České Budějovice, República Checa.

## Designación y nombre
Designado provisionalmente como 1980 SO. Fue nombrado Veselí en homenaje a Veselí nad Lužnicí ciudad checa.